# شهاب‌سنگ هوبا

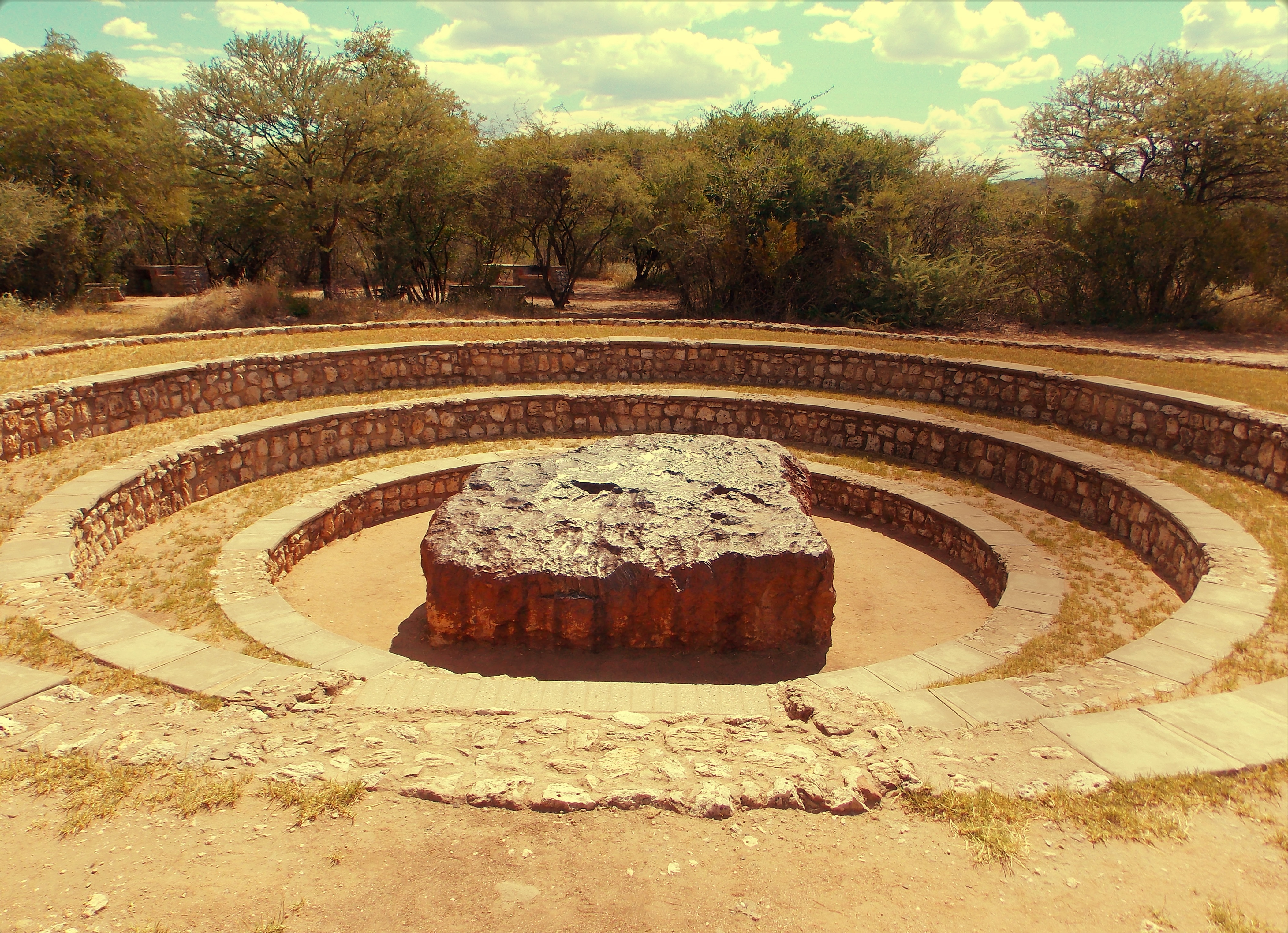
شهاب‌سنگ هوبا در سال ۲۰۱۳

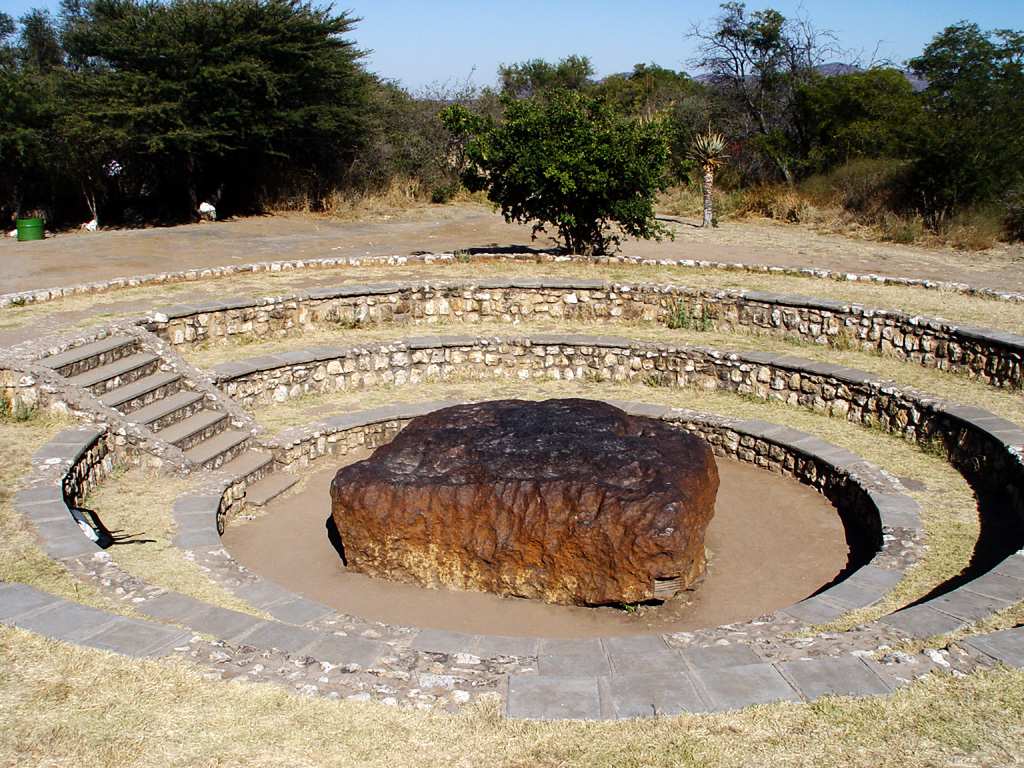
نگاره شهاب‌سنگ هوبا از زاویه‌ای دیگر

شهاب‌سنگ هوبا (به انگلیسی: Hoba Meteorite) یا شهاب‌سنگ غرب هوبا، شهاب‌سنگی است که حدود ۸۰٬۰۰۰ سال پیش در غرب هوبا در نامیبیا افتاد و در سال ۱۹۲۰ میلادی کشف شد. این شهاب‌سنگ به دلیل سنگینی بسیار خود، هرگز از جایی که بر روی آن افتاده‌است، تکان داده نشده‌است. جرم آن بیش از ۶۰ تُن برآورد شده‌است.
هوبا بزرگ‌ترین شهاب‌سنگ شناخته شده بر روی زمین است. ظاهر آن تقریباً مکعب شکل و ابعاد تقریبی آن ۳٫۸ متر × ۲ متر × ۱ متر است. ۸۲٫۴٪ آن آهن، ۱۶٫۴٪ نیکل، ۰٫۷۶٪ کبالت و مقادیر کمی کربن، سولفور، کروم، روی، گالیوم، ژرمانیوم و ایریدیوم است.